# Folk-Country
Folk-Country es el álbum debut del cantante Waylon Jennings en una sello disquero grande.
El álbum fue lanzado en 1966 bajo el sello disquero RCA Victor.

Es su primera colaboración con el productor Chet Atkins. Se lanzó solo un sencillo publicitario llamado "Stop the World (And Let Me Off)".

## Canciones
1. Another Bridge to Burn – 2:41 
(Harlan Howard)
2. Stop the World (And Let Me Off) – 2:03
(Carl Belew y W. S. Stevenson)
3. Cindy of New Orleans – 1:59
(Jennings)
4. Look into My Teardrops – 2:21
(Don Bowman y Harlan Howard)
5. Down Came the World – 2:17
(Bozo Darnell y Jennings)
6. I Don't Mind – 2:55
(Harlan Howard y Richard Johnson)
7. Just for You – 2:11
(Jennings, Bowman y Jerry Williams)
8. Now Everybody Knows – 2:39
(Bowman)
9. That's the Chance I'll Have to Take – 2:05
(Jennings)
10. What Makes a Man Wander – 2:37
(Harlan Howard)
11. Man of Constant Sorrow – 2:44
(Tradicional)
12. What's Left of Me – 2:33
(Harlan Howard)